# Umělecký výzkum

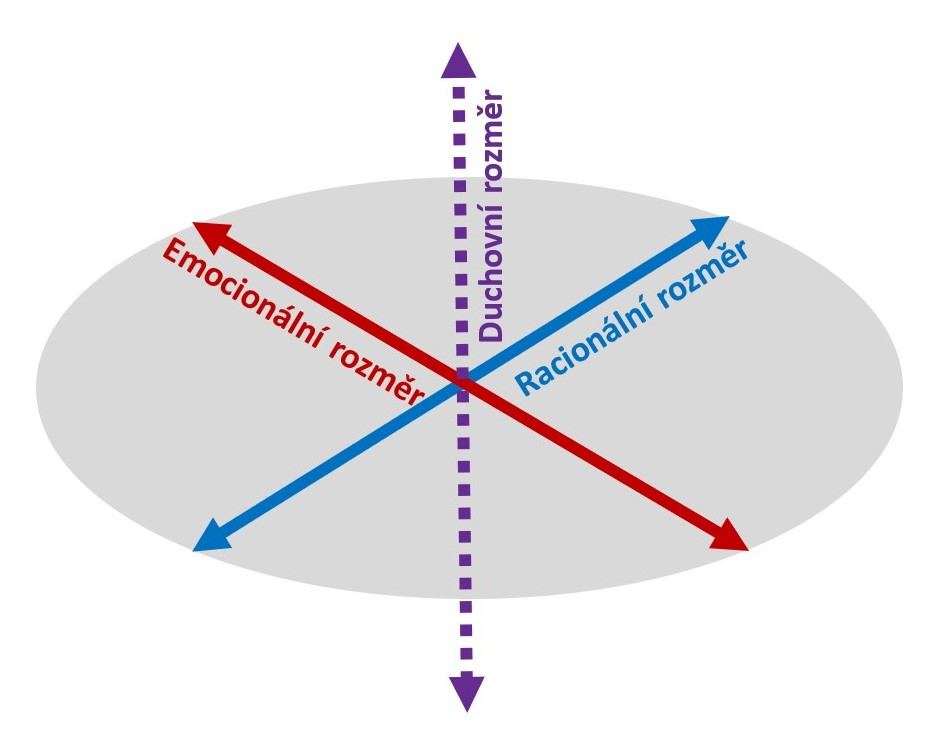
Vizualizace tří možných rovin výzkumu

Umělecký výzkum je kvalitativní zkoumání, které využívá umělecké procesy k pochopení a vyjádření subjektivity (zejména emocionální) lidské zkušenosti.
Někteří badatelé doplňují, že jde o „výzkum, který využívá umění v nejširším slova smyslu ke zkoumání, pochopení, reprezentaci a dokonce i zpochybňování lidského jednání a zkušenosti“.
Někdy je umělecký výzkum vnímán více vymezeně především k samotnému fenoménu umění. Například v pracích německého teoretika umění a psychologa Rudolfa Arnheima a americké filozofky Susanne Langerové. Oba se zabývali problematikou použití tvorby, zejména experimentální k rozšíření znalostí o umění, umělci a jeho publiku, což inspirovalo řadu akademických programů, které u studentů podpořily užívání procesu tvorby jako prostředku k pochopení podstaty lidské zkušenosti, učení a návazně pedagogiky.

## Výzkum vedoucí k poznání
Respektování umění jako jedné ze tří forem výzkumu má ovšem již dlouhou historii. Odráží to i klasická skladba univerzitních oborů vědeckých, teologických a uměleckých. Obecně výzkum představuje proces směřující k poznání (epistemologie). U lidského vnímání vedoucího k poznání můžeme rozlišit polohu racionální (podstata vědy), emocionální (podstata umění) a polohu zabývající se tím, co přesahuje racionální operace se smysly vnímatelnými nebo technikou měřitelnými jevy i přesah emocionálních reakcí na smysly vnímatelnou nebo zprostředkovanou realitu, pro níž se vžil termín „duchovní poznání“. Někteří vědci mají tendenci ke zpochybňování umění jako formy výzkumu. Vychází to však z jen odlišného terminologického vymezení slova "výzkum". Pro integraci duchovního vnímání do trojice, která oproti dvojici (věda – umění) ztrácí vratkost, však mohou mít předpoklady jen lidé s příslušným typem inteligence.
Uvedená trojice souvisí s operačními schopnostmi lidského mozku, které jsou stručně vymezovány kvocienty IQ, EQ a SQ. Základní inteligenční kvocient IQ se vztahuje především k racionalitě a obsahuje dobře měřitelný jazykový, logický a prostorový typ inteligence. Komplikovaněji testovatelný emoční kvocient EQ se vztahuje mj. k umění a souvisí zejména s inteligencí intrapersonální a interpersonální (sociální). Na sociální inteligenci navazuje ekosystémová, neboť lidská společnost představuje systém fungující v přírodním ekosystému. Jde o náročnější operační schopnosti mozku, umožňující člověku operace s komplikovanými systémy systémů. Kvocient duchovní inteligence SQ odpovídá výše zmíněným schopnostem člověka zpracovat jevy, které jej i techniku přesahují. Jsou zde logicky zařazeny také hodnotové systémy nezbytné pro smysluplné užití IQ a EQ. Proto se pro tento typ inteligence vžil výstižnější název „existenciální“.

### Interdisciplinarita, multidisciplinarita
V celku lidského poznání nejsou výsledky vědeckého, uměleckého a duchovního výzkumu samostatně optimálně přínosné. Musí se navzájem vyvažovat, nejlépe již při výzkumném procesu, nezbytně pak při jeho hodnocení. Umění dává svým vývojem příklad vědě k propojení jednotlivých disciplín uvnitř každé ze tří rovin (intermédia, multimédia, supermédia…). Pro příslušníky vědeckého výzkumu je propojení oborů mnohem náročnější, přírodní vědy vyžadují značně jiné osobní předpoklady než vědy společenské. Oproti omezeným hlubokým specialistům (odborník typu „I“) se proto vyzdvihují, stále vzácní specialisté s celkovým přesahem (odborníci typu „T“). Všichni však potřebují kvůli hodnotovému systému přesah k SQ.

#### Předpoklady k integraci různých disciplín a rozměrů poznání
K popisu možností integrace slouží dobře příklady konkrétních osobností. Umělec a vědec (a křesťan) Leonardo da Vinci je reprezentantem doby renezance, která je příkladem univerzálnosti (renezanční osobnost). Tehdy ovšem rozsah vědeckého poznání nevyžadoval takové nároky jako později. Z českých osobností následuje příklad vědce a teologa, učitele národů Jana Amose  Komenského. Ukázkovou osobností vědce s duchovním přesahem je fyzik Albert Einstein. Je příkladem člověka, u něhož duchovní inteligence neměla přímou vazbu ke křesťanství. Ta naopak existovala u malíře Salvadora Dalí, který nabídl lidem vizualizaci čtyřrozměrného prostoru ve vztahu k teologii učení Ježíše Krista. Ze současných českých vědců se nabízejí příklady známých osobností astrofyzika Jiřího Grygara, kterému křesťanský postoj nebrání k akceptování vědeckých poznatků o kosmogonii. Nebo přírodovědce Marka Váchy, který dokáže teologii nekonfliktně propojit s fylogenezí lidského rodu. Svébytné je spojení předpokladů k výzkumu u historiků umění, kteří jsou současně umělci. V českém prostředí jde např. o teoretika fotografie a fotografa Vladimíra Birguse. Americko-britská profesorka kvantové fyziky Danah Zohar je známa svým výzkumem duchovní inteligence. Mezi českými umělci schopnými vnést do své tvorby duchovní hodnoty vynikali například křesťan Bohuslav Rejnek, malíř s vědeckým a duchovním myšlením Václav Boštík nebo vyniká např. křesťan, architekt Josef Pleskot, křesťan, kurátor výstav soudobého umění architekt Norbert Schmid, pokud zůstáváme jen u vizuální tvorby.

### Příkladné výsledky uměleckého výzkumu
Příkladných výsledků uměleckého výzkumu lze v historii nalézt celou řadu. K výjimečným, které funkčně pomáhají lidem k pochopení dnešního světa, patří práce grafické designérky Yang Liu z Berlína. Prezentovala ji postupně ve čtyřech publikacích "Man meets Woman" (2014), "Today meets Yesterday", "East meets West" a "Gross trift Klein" (2018). Jde výstižnou a názorně prezentovanou vizualizaci soudobých i historických sociálních vztahů. Na první pohled přesvědčivé výsledky lze samozřejmě podrobit verifikaci ze strany sociologů a psychologů.

## Umělecký výzkum v oblasti užitého umění (design-research)
Pokud je umělecký výzkum užit v oblasti designu a architektury, neobejde se bez rozsáhlejších odborných multidisciplinárních východisek, které charakterizují např. obory ekologie, ergonomie, ekonomie a různé inženýrské vědy. Na rozdíl od výzkumu volné tvorby, kdy vazba umění a vědy může postačit až v závěru při hodnocení a aplikaci výsledků, je zde zapojení vědy pro dosažení komplexní kvality výstupu nezbytné od samotného počátku. V zásadě existuje design-research v praxi ve dvou polohách.

### Design-research

#### Nezávislý, nepovrchní design-research
Je charakteristický multidisciplinárním týmem nebo alespoň důsledným přípravným studiem designéra zaměřeným na související vědecké poznatky. Jeho cílem je uspokojení kvalit objektivně dlouhodobě přínosných pro uživatele, tedy vytvoření tzv. nepovrchního komfortu. Základní designérovou metodou je pozorování, pro kterou má také jaké vizuální tvůrce vrozené a cvičené předpoklady. Ta může být doplněna obrazovým záznamem typu profesiogramu. Kladení otázek uživatelům má mít jen doplňkový charakter, má být připraveno a vyhodnoceno ve spolupráci s vědci a nesmí opomíjet principy statistické průkaznosti.
Přínosné výsledky nepovrchního design-research většinou vedou k návrhům řešení inovací, o které nemá tržní mechanismus zájem. Jako příklad lze uvést sedací trojkombinaci pro práci s notebookem nebo relaxační desku do kanceláře.

#### Design-research marketinkového typu
Sleduje zájmy komerčních subjektů směřující k maximalizaci zisku. Je ve své podstatě ovlivněn tzv. designovým myšlením (design-thinking), což je čitelně formulované filozofické východisko opírající se převážně o povrchní přání zákazníka především v časovém prostoru před nákupem produktů. Spíše než o výzkum jde  průzkum přání. Výsledky jsou používány k inovacím, které mají přesvědčit zákazníky o tom, že jejich stávající produkty potřebují nahradit "lepšími". Typické pro proces je, že mnoho z inovací je v následném vývoji oprávněně zapomenuto, mj. proto, že bez ohledu na kvalitu-nekvalitu už nepoutají zájem kupujícího. Pro tento typ design-research je charakteristická slovní komunikace, která nepotřebuje jít k podstatě kvalit. Další charakteristikou je mnohdy až bezbřehé rozšíření vymezení termínu design. Designéři tak pracují např. s designem služeb, designem komplikovaných informačních systémů vč. softwarových apod., aniž by k tomu měli potřebnou kvalifikaci získanou odborným vzděláním. K takovému nedává odborné předpoklady tradiční umělecké studium designu. Problematikou designu služeb se vědecky zabývají ekonomické školy, designu informací knihovnická, příp. další studia, problematikou vizuálních informací kognitivní psychologie nebo v českém prostředí zatím neexistující studijní obory informační design a vizuální gramotnost (visual literacy).

### Architektonický výzkum
Zavedenou polohou výzkumu architektury je umělecko-historická. Ta však postrádá řadu rovin, které postihují kvalitu staveb komplexně. Teoretici architektury konstatují, že obor ani počátkem 20. let 21. století nemá jasně definovaný předmět zkoumání ani vlastní metody. Pro komplexní výsledky konstatují nezbytnost integrace výzkumu přírodovědného (výzkum staveb, materiálů, stavební fyzika, fyzika prostředí, ekologie), humanitního (výzkum sociologický, demografický, geografický, ekonomický, kulturní, psychologický, ergonomický, antropologický) a pro postižení umělecké stránky také estetického a umělecko-historického.
Od 90. let 20. století se v architektonické praxi rozvíjí komunikace projektantů se zákazníkem i zástupci širších sociálních skupin, která ovšem většinou nemůže mít statistickou průkaznost. Pokud pak užití výsledků průzkumu není podrobeno odbornému kritickému přístupu, blíží se spíše design-research a je jednou z forem uměleckého výzkumu.

## Kritika uměleckého výzkumu
Módní rozvoj uměleckého výzkumu po roce 2000 a jeho využití v problematických systémech hodnocení výkonu uměleckých škol vedl přirozeně k závažným kritickým vystoupením.
Opakovaně bylo prezentováno, že šířící se institucionalizace uměleckého výzkumu neslouží samotnému umění a jeho autorské sféře, ale pouze zvyšuje šance zprostředkovatelů a kurátorů umění na trhu práce a že jej univerzity využívají jako nástroj univerzitní politiky.
Zásadně kritizováno bylo také vydání Vídeňské deklarace o uměleckém výzkumu, kterou v roce 2020 vydala iniciativa Culture Action Europe. K autorům kritiky patřili např. Florian Cramer a Nienke Terpsma.
V českém prostředí se setkáme např. s velmi inspirativní kritikou Jana Motala z Fakulty sociálních studií Masarykovy univerzity Brno, který se mj. opírá o poznatky soudobého francouzského filozofa vědy Bruno Latoura vnímajícího společenskou odpovědnost vědy, ale i její duchovní přesahy.
Kritikou povrchního design-research a design-thinking je zejména koncept inteligentního designu.

## Terminologie
Angličané používají slovní spojení Art-based research. Skupina umělců a vědců, kteří se rozhodli v Bernu 2010  založit mezinárodní organizaci pro podporu uměleckého výzkumu ji nazvala Society for Artistic Research (SAR). Němci používají své slovní spojení Künstlerische Forschung. Proto je český ekvivalent „umělecký výzkum“ vhodný.